# Onthophagus semipacificus
Onthophagus semipacificus är en skalbaggsart som beskrevs av Teruo Ochi och Masahiro Kon 2006. Onthophagus semipacificus ingår i släktet Onthophagus och familjen bladhorningar. Inga underarter finns listade i Catalogue of Life.